# Болдуин, Питер
Питер Болдуин (англ. Peter Baldwin; 1 января 1931, Уиннетка, Иллинойс, США — 19 ноября 2017, Монтерей, Калифорния, США) — американский актёр, сценарист и режиссёр кино и телевидения, продюсер. Лауреат премии Эмми (1988).

## Биография
Обучался в Стэнфордском университете, проявил себя, как успешный спортсмен. В молодости некоторое время работал моделью. В 1952 году, благодаря своей фотогеничности, заключил контракт со студией Paramount Pictures, снялся в нескольких популярных фильмах.
В 1960 году по приглашению режиссёра Роберто Росселлини, переехал в Италию для съёмок в фильме «В Риме была ночь» в роли молодого лейтенанта американской армии, который прячется на чердаке в столице, спасаясь от нацистов.
На протяжении 1960-х годов Болдуин останавливался в Италии, стал популярным актёром, сделав более успешную карьеру, чем в США. От брака с Эми Де Сика, дочерью режиссёра Витторио Де Сика, родилась дочь Элеонора.
Став помощником режиссёра у своего тестя, вместе с ним снимал «Семь раз женщина» и «Любовники». Болдуин воспользовался полученным опытом, когда вернулся в США, где начал снимать фильмы и сериалы для американских телеканалов, продолжая эту деятельность около сорока лет.
Как режиссёр снял 110 кино- и телефильмов. Сыграл в 31 фильме. Продюсировал 3 фильма.

## Избранная фильмография
- 1971 — Хороший Рим — Микеле Висмара
- 1971 — Дело Маттеи — Макхейл
- 1965 — Женщина озера — Бернард, писатель
- 1963 — Призрак — Чарлз Ливингстон, доктор
- 1962 — Перри Мэйсон — Тони Бенсон
- 1962 — Дело о мрачном стрелке (ТВ-сериал)
- 1960 — Любовь в Риме — Марчелло Ченни
- 1960 — В Риме была ночь — Питер Брэдли
- 1958 — Любимец учителя — Гарольд Миллер
- 1957 — Жестяная звезда — Зик Макгаффи
- 1956 — Десять заповедей — эпизод (нет в титрах)
- 1953 — Маленький мальчик потерян — Уолкер, лейтенант
- 1953 — Лагерь для военнопленных № 17 * 1964—1969 —Джонсон, сержант
- 1953 — Девушки на острове удовольствий
- 1953 — Гудини
- 1952 — Поворотная точка — парень (нет в титрах)

Режиссёрские работы
- 1996—1998 — Сабрина — юная ведьма
- 1996—1997 — Арлисс
- 1995 — Хоуп и Глория
- 1994 — Цветок
- 1993 — Грейс в огне
- 1991—1992 — Мёрфи Браун
- 1991—1992 — Как и кино
- 1988—1993 — Чудесные годы
- 1987 — Альф
- 1986—1990 — Семья Хоган
- 1986—1987 — Семейные узы
- 1985—1990 — Ньюхарт
- 1969—1974 — Семейка Брейди
- 1964—1969 — Гомер Куча, морпех